# San Pablo (Canchis)
O Distrito peruano de San Pablo é um dos 8 distritos da Província de Canchis, situada no Departamento de Cusco, pertenecente a Região de Cusco, Peru

## História
Em 12 de outubro 1897 se cria o distrito de San Pablo.

## Alcaldes
- 2012-2014: Fredy Mendigure Quirita.
- 2011-2012: Rober Eleuterio Ccoa Aguilar.
- 2007-2010: Paulino Ccala Suyo.

## Festas
- Carnavales.
- São Pedro e São Paulo.
- Santiago Maior.
- Nossa Senhora de Belém.

## Transporte
O distrito de San Pablo é servido pela seguinte rodovia:
- CU-125, que liga o distrito de Sicuani à cidade de Camanti
- PE-3S, que liga o distrito de La Oroya à Ponte Desaguadero (Fronteira Bolívia-Peru) - e a rodovia boliviana Ruta 1 - no distrito de Desaguadero (Região de Puno)